# Cetonia sakaii
Cetonia sakaii är en skalbaggsart som beskrevs av Franz Antoine 2000. Cetonia sakaii ingår i släktet Cetonia och familjen Cetoniidae. Inga underarter finns listade i Catalogue of Life.